# .gp
.gp – domena internetowa przypisana do Gwadelupy. Została utworzona 21 października 1996. Zarządza nią Networking Technologies Group.